# Humberto Lugo Gil
Humberto Alejandro Lugo Gil (Huichapan, Hidalgo, 4 de mayo de 1934 - Ciudad de México, 9 de mayo de 2013) fue un político mexicano, miembro del Partido Revolucionario Institucional. Ocupó los cargos de diputado federal, senador y gobernador sustituto de Hidalgo.

## Biografía
Se graduó de abogado de la Universidad Nacional Autónoma de México. Miembro de una destacada familia política del estado de Hidalgo, estaba emparentado con los gobernadores Bartolomé Vargas Lugo, José Lugo Guerrero —su padre—, Javier Rojo Gómez, Jorge Rojo Lugo y Adolfo Lugo Verduzco.
Ocupó numerosos cargos públicos y de elección popular, dos veces diputado federal, de 1967 a 1970 a la XLVII Legislatura y de 1979 a 1983, secretario general de la (CNOP), de 1982 a 1985, LII Legislatura del Congreso de la Unión de México, fue presidente de la Cámara de Diputados y dio respuesta al VI informe de gobierno de José López Portillo en el cual este anunció la nacionalización de los bancos privados, dos veces Senador por el estado de Hidalgo, de 1976 a 1982 y de 1988 a 1994. Designado Gobernador de Hidalgo a la renuncia de Jesús Murillo Karam, fue director general de Aeropuertos y Servicios Auxiliares durante del gobierno de Miguel de la Madrid.

## Fallecimiento
El 9 de mayo de 2013 por medio de las redes sociales, anunciaron su muerte, producto de una afección pulmonar a sus 79 años de edad en Ciudad de México.

| Predecesor: Jesús Murillo Karam     | Gobernador de Hidalgo (Interino) 1998 - 1999                       | Sucesor: Manuel Ángel Núñez Soto    |
| Predecesor: Adolfo Lugo Verduzco    | Senador por Hidalgo Primera fórmula 1988 - 1994                    | Sucesor: José Guadarrama Márquez    |
| Predecesor: Andrés Caso Lombardo    | Director general de Aeropuertos y Servicios Auxiliares 1985 - 1987 | Sucesor: Alfonso Martínez Domínguez |
| Predecesor: Manuel Ojeda Orozco     | Diputado federal por el Distrito V de Hidalgo 1982 - 1985          | Sucesor:                            |
| Predecesor: German Corona del Rosal | Senador por Hidalgo Primera fórmula 1976 - 1982                    | Sucesor: Adolfo Lugo Verduzco       |